# Service canadien de renseignements criminels
Le Service canadien de renseignements criminels (SCRC ; en anglais, Criminal Intelligence Service Canada : CISC) est un organisme fédéral canadien qui recueille et transmet des informations susceptibles d'intéresser les forces policières canadienne, peu importe le territoire où elles agissent. Il peut aussi collaborer avec d'autres organismes qui participent à la lutte contre le crime organisé. Le SCRC a été fondé en 1970 et son siège social se trouve à Ottawa. Le SCRC maintient le Système automatisé de renseignements criminels (SARC), une base de données nationale alimentée par différents organismes qui luttent contre le crime organisé au Canada.